# Rolling Thunder Revue

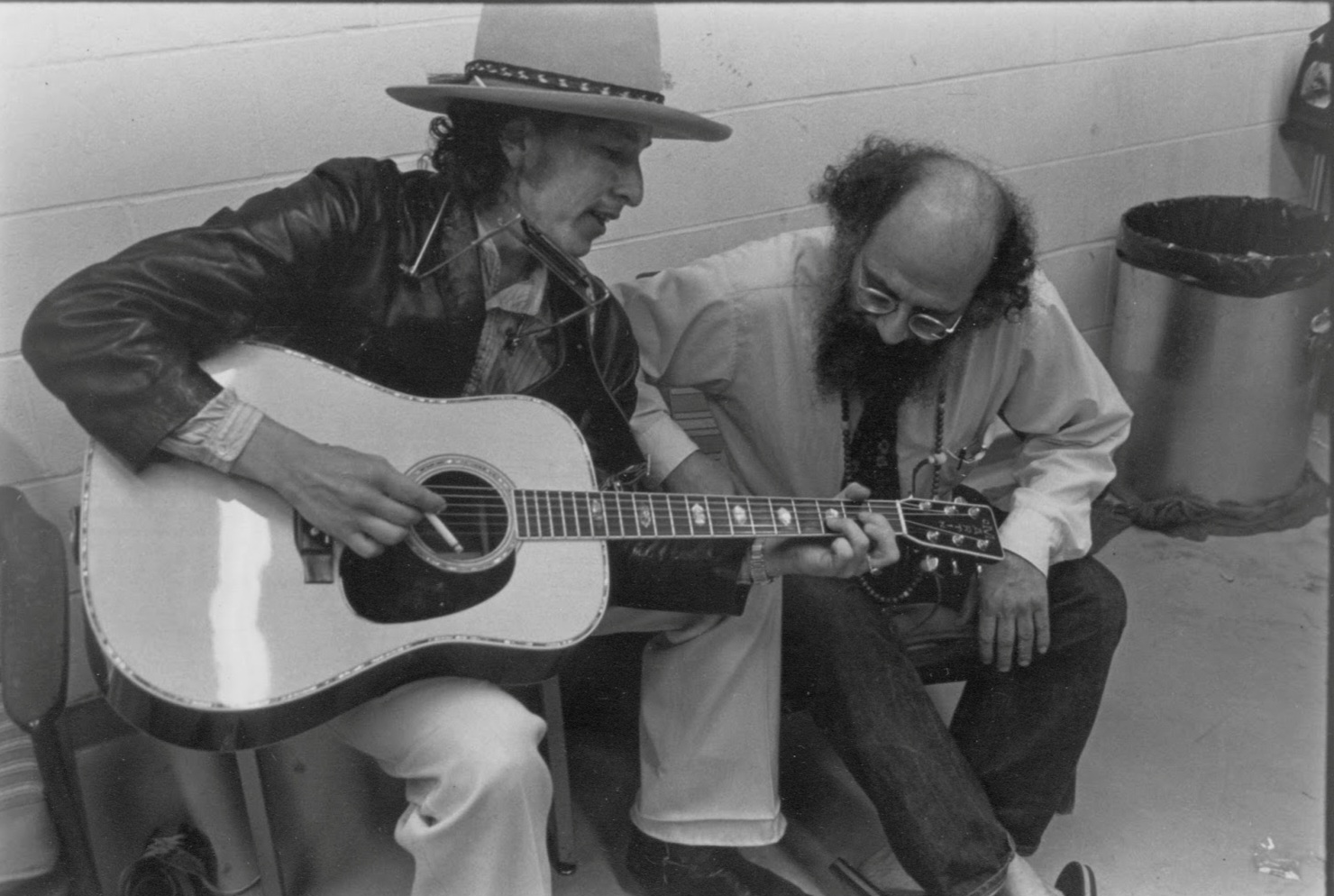
Allen Ginsberg et Bob Dylan en 1975

La Rolling Thunder Revue est une tournée de Bob Dylan, qui se produisit avec de nombreux invités aux États-Unis et au Canada durant l'automne 1975 et le printemps 1976. Son album Desire sortit en janvier 1976, entre les deux segments de la tournée.
Parmi les artistes participant à la Revue se trouvaient Joan Baez, Roger McGuinn, Ramblin' Jack Elliott, Kinky Friedman et Bob Neuwirth. Ce dernier réunit plusieurs musiciens d'accompagnement, parmi lesquels T-Bone Burnett, Mick Ronson, David Mansfield, la violoniste Scarlet Rivera, le bassiste Rob Stoner et le batteur Howie Wyeth. 
Deux albums en ont été tirés : le premier, Hard Rain, a été enregistré et diffusé en 1976, et le second, The Bootleg Series Vol. 5: Bob Dylan Live 1975, The Rolling Thunder Revue, sorti en 2002, documente la première moitié de la tournée.

## Dates

### Automne 1975
- 30 octobre : War Memorial Auditorium, Plymouth
- 31 octobre : War Memorial Auditorium, Plymouth
- 1er novembre : South Eastern Massachusetts University, North Dartmouth
- 2 novembre : Technical University, Lowell
- 4 novembre : Civic Center, Providence
- 6 novembre : Civic Center, Springfield
- 8 novembre : University of Vermont, Burlington
- 9 novembre : University of New Hampshire, Durham
- 11 novembre : Palace Theater, Waterbury
- 13 novembre : Veterans Memorial Coliseum, New Haven
- 15 novembre : Convention Center, Niagara Falls
- 17 novembre : War Memorial Coliseum, Rochester
- 19 novembre : Memorial Auditorium, Worcester
- 20 novembre : Harvard Square Theater, Cambridge
- 21 novembre : Boston Music Hall, Boston
- 22 novembre : Brandeis University, Waltham
- 24 novembre : Civic Center Arena, Hartford
- 26 novembre : Civic Center, Augusta
- 27 novembre : Municipal Auditorium, Bangor
- 29 novembre : Colisée de Québec, Québec
- 1er décembre : Maple Leaf Gardens, Toronto
- 2 décembre : Maple Leaf Gardens, Toronto
- 4 décembre : Forum de Montréal, Montréal
- 7 décembre : Correctional Institution for Women, Clinton
- 8 décembre : Madison Square Garden, New York

### Printemps 1976
- 18 avril : Civic Center, Lakeland
- 20 avril : Bayfront Civic Center Auditorium, St. Petersburg
- 21 avril : Curtis Hixon Convention Center, Tampa
- 22 avril : Belleview Biltmore Hotel, Clearwater
- 23 avril : Sports Stadium, Orlando
- 25 avril : University of Florida Field, Gainesville
- 27 avril : Florida State University, Tallahassee
- 28 avril : University of West Florida, Pensacola
- 29 avril : Expo Hall, Municipal Auditorium, Mobile (Alabama)
- 1er mai : Reid Green Coliseum, Hattiesburg
- 3 mai : The Warehouse, La Nouvelle-Orléans
- 4 mai : L.S.U. Assembly Center, Bâton-Rouge
- 8 mai : Hofheinz Pavilion, Houston
- 10 mai : Memorial Coliseum, Corpus Christi
- 11 mai : Municipal Auditorium, San Antonio
- 12 mai : Municipal Auditorium, Austin
- 15 mai : Gatesville State School for Boys, Gatesville
- 16 mai : Tarrant County Convention Center Arena, Fort Worth
- 18 mai : State Fair Arena, Oklahoma City
- 19 mai : Henry Levitt Arena, Wichita
- 23 mai : Colorado State University, Fort Collins
- 25 mai : Salt Palace, Salt Lake City